# Orso Orseolo
Orso Orseolo (* um 988 in Venedig; † 1049 in Grado) entstammte der einflussreichen, venezianischen Patrizierfamilie Orseolo. Im Jahr 1008 ließ er die Kathedrale Santa Maria Assunta auf der Laguneninsel Torcello umbauen, seinem Amtssitz. Später wurde er zum Patriarchen von Grado erhoben. 1031/1032 übernahm er vorübergehend die Regentschaft seines Bruders, des Dogen Ottone Orseolo. Seit der Neuzeit wurde er in den Dogenlisten nicht mehr aufgeführt, weil ein Kleriker als Doge nicht mehr akzeptiert wurde.

## Leben
Orso Orseolo wurde um 988 in Venedig in eine einflussreiche tribunizische Patrizierfamilie geboren, aus der mehrere Dogen stammten. Sowohl sein Großvater Pietro I. als auch sein Vater Pietro II. waren Oberhaupt Venedigs.

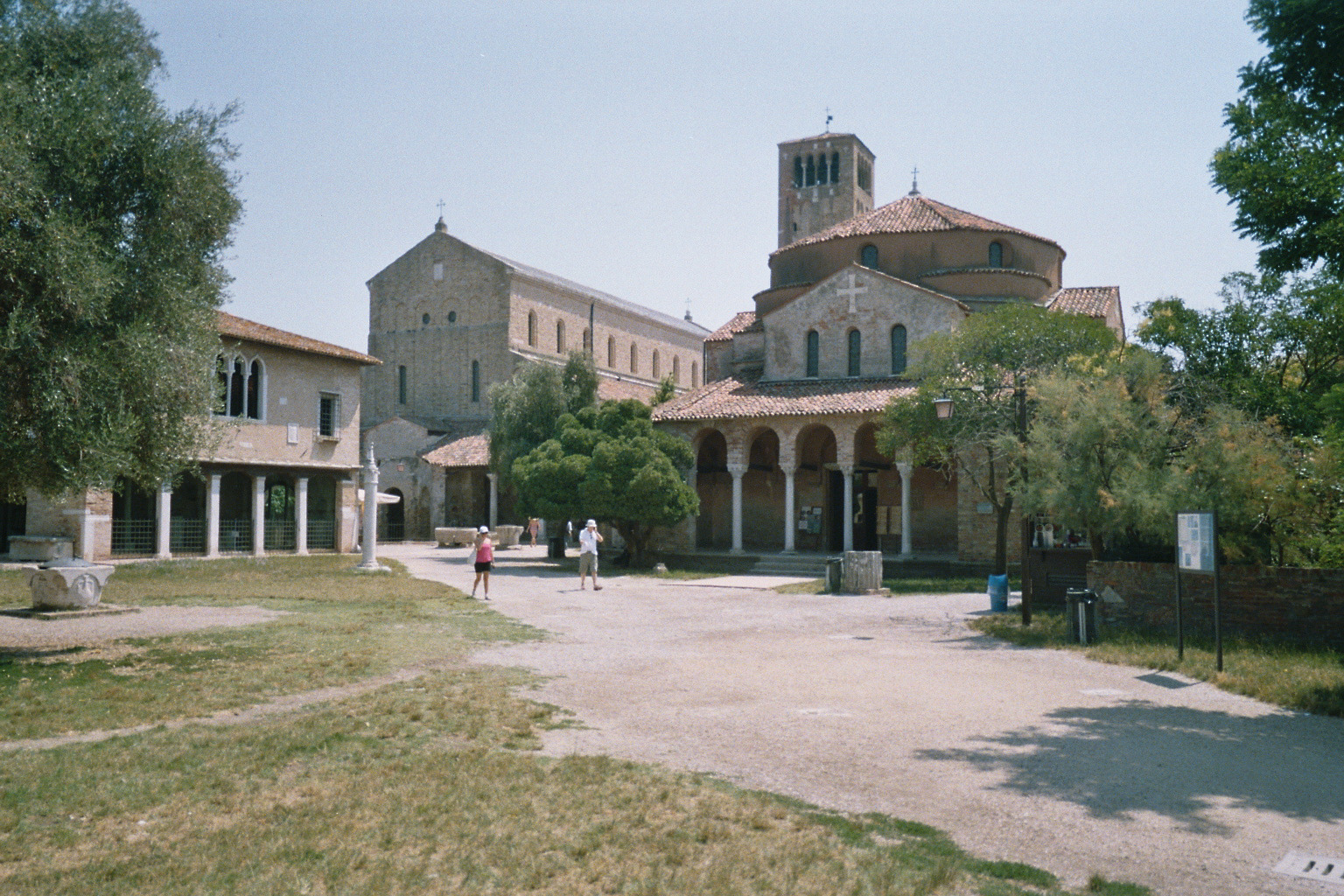
Kathedrale Santa Maria Assunta

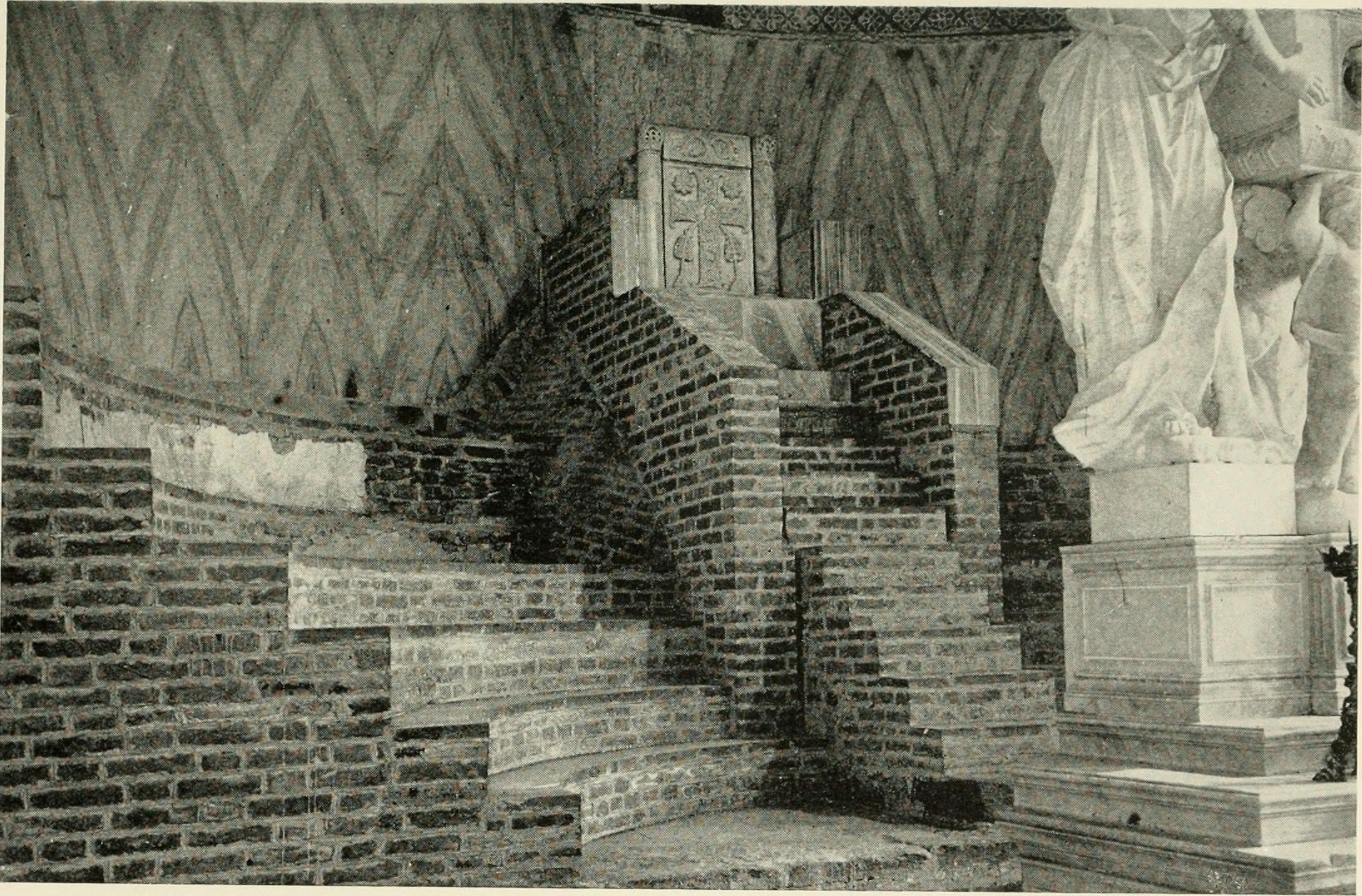
Bischofssitz des Orso Orseolo in der Kathedrale von Torcello in einer Darstellung des späten 19. Jahrhunderts

Während sein Vater Pietro II. seinen älteren Bruder Giovanni als Co-Regenten einsetzte, schlug Orso als Zweitgeborener die geistliche Laufbahn ein. Als Giovanni 1007 an der Pest starb, erhob Pietro Orsos jüngeren Bruder Ottone zum Mitregenten. Orso wurde 1008 zum Bischof von Torcello, einer Insel in der nördlichen Lagune von Venedig, ernannt. Kurz nach seinem Amtsantritt veranlasste er den Umbau der Kathedralkirche Santa Martia Assunta auf Torcello, die er noch im selben Jahr weihte.
Als Pietro 1009 starb, übernahm Orsos inzwischen 16-jähriger Bruder Ottone als Duca di Venezia e Dalmazia die alleinige Regentschaft über einen Staat, der erst vor kurzem zu einer der wichtigsten Mächte im adriatischen Raum geworden war.
In derselben Zeit überführte Orso die Reliquien der Heiligen Barbara von Nikomedien von Byzanz in den Markusdom und später auf Torcello.
Auf Betreiben seines Bruders Ottone wurde Orso 1018 im Alter von nur 30 Jahren zum Patriarchen von Grado erhoben und sein 20-jähriger Bruder Vitale zu dessen Nachfolger auf dem Bischofsstuhl von Torcello. Infolge der Bischofserhebungen kam es bei den einflussreichen Patrizierfamilien in Venedig zu Widerständen gegen Ottones Machtpolitik, die allerdings zunächst ohne weitere Auswirkungen blieben. Erst auf Betreiben des einflussreichen, venedigfeindlichen Patriarchen von Aquileia Poppo wurden Ottone und Orseolo 1022 ins Exil nach Istrien verbannt. Während seiner Abwesenheit bemächtigte sich Poppo der Stadt Grado und unterstellte sie mit Zustimmung Papst Johannes’ XIX. und Kaiser Konrads II. dem eigenen Patriarchat, worauf die Venezianer Orso und Ottone 1023 aus dem Exil zurückriefen und erneut in ihre alten Ämtern einsetzten. In dem darauf folgenden Jahr bestätigte Papst Johannes XIX. die Unabhängigkeit Grados von Aquileia und Orso in seinem Amt als Patriarch von Grado.
Nach einer erneuten Auseinandersetzung zwischen Ottone und dem venezianischen Adel wurde dieser ins Exil nach Konstantinopel verbannt. Seine Brüder Orso und Vitale wurden beide ihrer Kirchenämter enthoben und Orso vorübergehend gefangen genommen.
Die außenpolitischen und wirtschaftlichen Misserfolge des neu ernannten Oberhaupts der Republik Venedig, Pietro Centranigo, und dessen Unfähigkeit, die Venezianer für sich zu gewinnen, führten schließlich zu dessen Absetzung und zur erneuten Erhebung Ottones zum Dogen von Venedig. Während Vitale den verbannten Ottone aus dem Exil in Konstantinopel zurückholen sollte, übernahm Orso 1031/1032 für 14 Monate die Regentschaft seines Bruders. Da Ottone allerdings vor seiner Rückkehr nach Venedig verstarb und Orso als geistlicher Würdenträger das Dogenamt nicht bekleiden durfte, versuchte er seinen Verwandten Domenico Orseolo als neuen Dogen zu etablieren. Der Versuch misslang. Die venezianische Volksversammlung lehnte Orsos Kandidaten ab, da sie eine zunehmende Macht der Familie Orseolo befürchtete und das Entstehen einer Erbmonarchie verhindern wollte.
Obwohl die Volksversammlung Domenico Flabanico, einen Gegner der Orseolo, zum neuen Dogen wählte, bestätigte dieser Orso in seinem Amt als Patriarch von Grado. Orso zog sich in der Folge aus dem politischen Leben zurück und widmete sich ausschließlich seinen geistlichen Aufgaben. 1040 berief er ein Konzil ein, in dessen Verlauf er seine Diözese und deren zugehörigen Suffraganbistümer reformierte.
1044 erfolgte ein erneuter Angriff durch Poppo von Aquileia, der Grado einnahm und zerstörte. Der vertriebene Orso wandte sich an Papst Benedikt IX., der Poppo aufforderte, das eroberte Territorium aufzugeben und die Unabhängigkeit Grados anzuerkennen. Da Poppo allerdings 1045 verstarb und der päpstlichen Aufforderung nicht mehr Folge leisten konnte, wurde Grado erst nach militärischer Intervention des Dogen Domenico I. Contarini befreit und Orso erneut in sein Amt eingesetzt.
Orso starb 1049 in Grado.